# Madatyphlopinae
Madatyphlopinae – monotypowa podrodzina węży z rodziny ślepuchowatych (Typhlopidae).

## Zasięg występowania
Podrodzina obejmuje gatunki występujące na Madagaskarze i Komorach.

## Systematyka

### Etymologia
- Madatyphlops: nowołac. madagascariensis „madagaskarski”; gr. τυφλωψ tuphlōps, τυφλωπος tuphlōpos „ślepy wąż”[4].
- Lemuriatyphlops: Lemuria, hipotetyczny zatopiony kontynent na Oceanie Indyjskim; gr. τυφλωψ tuphlōps, τυφλωπος tuphlōpos „ślepy wąż”[3]. Gatunek typowy: Typhlops microcephalus Werner, 1909.

### Podział systematyczny
Do podrodziny należy jeden rodzaj z następującymi gatunkami:
- Madatyphlops albanalis (Rendahl, 1918)
- Madatyphlops andasibensis (Wallach & Glaw, 2009)
- Madatyphlops arenarius (Grandidier, 1872)
- Madatyphlops boettgeri (Boulenger, 1893)
- Madatyphlops comorensis (Boulenger, 1889)
- Madatyphlops decorsei (Mocquard, 1901)
- Madatyphlops domerguei (Roux-Estève, 1980)
- Madatyphlops eudelini Hawlitschek, Scherz, Webster, Ineich & Glaw, 2021
- Madatyphlops madagascariensis (Boettger, 1877)
- Madatyphlops microcephalus (Werner, 1909)
- Madatyphlops mucronatus (Boettger, 1880)
- Madatyphlops ocularis (Parker, 1927)
- Madatyphlops rajeryi (Renoult & Raselimanana, 2009)
- Madatyphlops reuteri (Boettger, 1881)